# Vertrauenslehrer
Ein Vertrauenslehrer ist ein Lehrer, der eine besondere Vertrauensperson für Schüler sein soll. Er ist Ansprechpartner bei als ungerecht empfundener Behandlung und Problemen innerhalb sowie außerhalb der Schule.
Gegenüber der Schulleitung und seinen Vorgesetzten kann er in vielen Bundesländern Auskünfte verweigern, um sein Vertrauensverhältnis zu den Schülern nicht zu gefährden.

## Wahl
Vertrauenslehrer werden von der Schülerkonferenz auf meist ein Jahr gewählt. Je nach Bundesland und Beschlusslage der Konferenz ist hierfür entweder eine einfache Mehrheit, eine absolute Mehrheit oder stellenweise auch eine 2/3-Mehrheit vonnöten.
Die Wahl eines Vertrauenslehrers wird durch das jeweilige Landesschulgesetz geregelt. Allgemein gilt, dass eine Wahl stattfinden kann, sobald dies erwünscht ist. Vertrauenslehrer erhalten für ihre Tätigkeit meist eine geringe Pflichtstundenermäßigung.

## Rechte und Pflichten
Der Vertrauenslehrer darf Auskünfte gegenüber Vorgesetzten verweigern, wenn ihm die Information in seiner Tätigkeit anvertraut wurde. Weiterhin trifft ihn eine Schweigepflicht.
Zu seinen Aufgaben gehört es, sich Probleme der Schüler anzuhören und diesen Abhilfe zu verschaffen. Er vermittelt außerdem zwischen den einzelnen Gremien und gibt Ratschläge, an wen man sich in bestimmten Fällen zu wenden hat.

## Situation in den Bundesländern (Deutschland)

### Brandenburg
In Brandenburg werden die Vertrauenslehrer auf ein Jahr von der Schülerkonferenz mit einfacher Mehrheit gewählt. Sie sollen lt. Gesetz an Sitzungen der Konferenz der Schülerinnen und Schüler mit beratender Stimme teilnehmen.
Vertrauenslehrer „[…] sind berechtigt, Auskünfte über Angelegenheiten, die ihnen in dieser Funktion anvertraut wurden, gegenüber Vorgesetzten zu verweigern, soweit nicht strafrechtliche Tatbestände betroffen sind.“ Die Wiederwahl ist nicht ausgeschlossen. Es dürfen bis zu drei Vertrauenslehrer gewählt werden, die Wahl erfordert die Annahme durch die entsprechende Lehrkraft.